# Station Hadsund-Noord
Station Hadsund Nord was een station in Hadsund, Denemarken en lag aan de lijnen Aalborg - Hadsund en Randers - Hadsund.